# Koha Jonë
Koha Jonë è un quotidiano nazionale albanese indipendente fondato nel 1991 ad Alessio.

## Storia
Il giornale fu fondato l'11 maggio 1991 ad Alessio da Nikollë Lesi come settimanale locale, divenendo nel giro di un anno tra i più noti del paese e trasformandosi in quotidiano; Lesi e il collega Zef Shtjefni ne furono i primi due condirettori. Nel dicembre dello stesso anno entrò a far parte della redazione anche il giovane Aleksandër Frangaj, che nel 1992 riceverà a Lesi il 40% delle quote di proprietà del giornale. Nel 1994 fu il maggiore quotidiano albanese, arrivando a raggiungere nel 1997 le oltre 88 000 copie vendute in un giorno. Nel gennaio 1997 Frangaj ha poi rivenduto le sue quote a Lesi.
Nella notte del 2 marzo 1997, durante il forte periodo di crisi socio-politica che scosse l'Albania, la redazione fu teatro di una strage e sarebbe stata data alle fiamme da un gruppo paramilitare, costringendo il quotidiano a sospendere le pubblicazioni per poco più di un mese.
Lesi per seguire la propria carriera politica vendette la proprietà del giornale nuovamente a Frangaj, salvo poi riacquistarla nel 2013.